# Płonina (województwo dolnośląskie)
Płonina (niem. Nimmersath) – wieś w Polsce położona w województwie dolnośląskim, w powiecie jaworskim, w gminie Bolków, we Wschodnim Grzebiecie Gór Kaczawskich w Sudetach Zachodnich. Przez wieś przepływa potok Świdna.

## Podział administracyjny
| SIMC    | Nazwa      | Rodzaj     |
| ------- | ---------- | ---------- |
| 0189486 | Twardowice | przysiółek |

W latach 1975–1998 miejscowość położona była w województwie jeleniogórskim.

## Historia
Wieś założona w XII w. Od końca XIII w., wiódł tędy szlak do Zgorzelca przechodzący przez Jelenią Górę, Gryfów Śląski i Lubań.
W latach 1661–1726 wieś należała do rodziny Dobrzańskich-Dobierżeniczów, w latach 1778–1810 do rodu von Graeve.
W czasie II wojny światowej na zamku Niestyno (Wilhelmsburg) mieścił się do lutego 1945 wiejski obóz dziewcząt, po jego likwidacji uruchomiono obóz przejściowy dla pochodzących z Górnego Śląska współpracowników wywiadu wojskowego, uruchomiono go 15 marca, należeli do niego m.in. Rosjanie w mundurach Wehrmachtu. Wtedy także uruchomiona na zamku szpital wojskowy. W kwietniu na zamku zorganizowano obóz szkoleniowo-wypoczynkowy dla żołnierzy, opuścili go oni rankiem 8 maja 1945 i dotarli w okolice Cieplic.
W 1946 rozpoczęły się transfery ludności niemieckiej. Pierwszy miał miejsce 26 lipca i dotarł w okolice Lethmate i Steinhagen w strefie brytyjskiej, drugi z października zakończył się na terenie radzieckiej strefy okupacyjnej.
15 lipca 1986 otwarto stację kolejową (później przystanek), perony o długości 160 i 182 m.

## Historyczne nazwy
- Nimmersath
- od 1945 Niemosyciec
- od 1950 Płonina

## Zabytki
Do wojewódzkiego rejestru zabytków wpisane są obiekty:
- zespół zamkowy:
  - ruiny zamku Niesytno, z XIV-XV wieku, zamek z wieloboczną wieżą kamienną, wzniesioną na cyplu skalnym o długości 150 m,
  - renesansowy pałac, na podzamczu, wybudowany w 1545–1546, rozbudowany w XIX wieku,
  - park pałacowy z XIX wieku.

## Inne obiekty
- ruiny cmentarza

## Szlaki turystyczne
- zielony – Szlak Zamków Piastowskich prowadzący od ruin zamku Grodziec do zamku Grodno, przez ważniejsze średniowieczna budowle obronne w Sudetach
- czerwony – Szlakiem Zamków prowadzący z Bolkowa do Bolkowa przez wsie: Wolbromek, Kłaczyna, Świny, Gorzanowice, Jastrowiec, Lipa, Muchówek, Radzimowice, Mysłów, Płonina, Pastewnik Górny, Wierzchosławice
- żółty – Szlakiem Zamków prowadzący z Bolkowa do Bolkowa przez wsie: Wierzchosławice, Stare Rochowice, Płonina, Pastewnik Górny, Wierzchosławice